# Andrey Vlasov

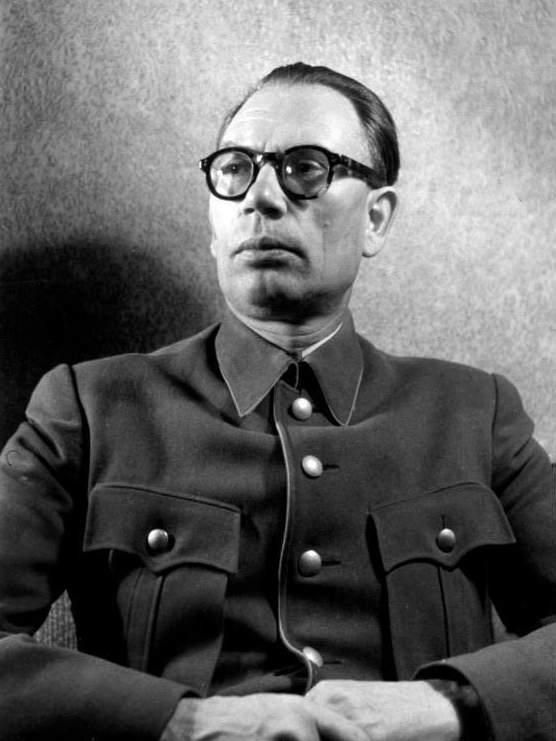
Andrey Andreyevich Vlasov

Andrey Andreyevich Vlasov (em russo: Андрей Андреевич Власов) (14 de setembro de 1901 — 1 de agosto de 1946) foi um general do Exército Vermelho e colaborador nazista feito prisioneiro de guerra durante a Segunda Guerra Mundial, lutou na Batalha de Moscou, foi posteriormente capturado ao tentar aliviar o Cerco de Leningrado. Após sua captura desertou para a Alemanha Nazista, onde Liderou o Exército Russo da Libertação. (em russo: Russkaya osvoboditel'naya armiya (ROA)). Ao fim da guerra, trocou outra vez de lados e ordenou que a ROA auxiliasse no Levante de Praga contra os alemães. Tentou junto a ROA escapar para o Fronte Ocidental, mas foi capturado pelas forças soviéticas. Após a guerra foi julgado e enforcado pelo crime de traição.